# Зомби
Зо́мби (англ. zombie, гаит. креол. zonbi, северный мбунду nzumbe) — мистический архетипический персонаж современной массовой культуры. Под зомби понимается живой мертвец. Хотя истоки образа зомби восходят, вероятно, к культам вуду, всё же архетип персонажа в произведениях современной культуры переосмыслен в работах американского режиссёра Джорджа Ромеро. Его кинофильм «Ночь живых мертвецов» 1968 года со временем стал считаться классическим фильмом ужасов.
Описания зомби различаются в разных жанрах. В фантастике зомби — это поражённые некой инфекцией (например, вирусом) живые люди (иногда животные), полностью потерявшие контроль над собой и стремящиеся нападать и убивать других живых людей/живых существ, иногда — пожирать трупы, при этом инфекция может передаваться через укусы. Действия таких зомби хаотичны и они не подчиняются никому. Таковы, к примеру зомби из телесериала «Ходячие мертвецы» или кинофильмов «Обитель зла», «Война миров Z».
В произведениях фэнтези зомби имеют несколько другую природу. Как правило, это разновидность нежити, трупы, оживлённые с помощью особого вида чёрной магии — некромантии. Часто описываются как медлительные безвольные существа, выполняющие простые приказы своего хозяина, тёмного колдуна или лича. Такой образ зомби характерен для многих видеоигр фэнтези-жанра, таких как The Elder Scrolls или Heroes of Might and Magic, а также зомбиподобных вихтов из романов серии «Песнь Льда и Огня» американского писателя Джорджа Мартина.
Со временем образ персонажа вышел далеко за рамки фильмов ужасов, и фигурирует в самых разных жанрах современной культуры, вплоть до комедийных (см. зомби-комедия). Так, к примеру, широкую популярность получила видеоигра Plants vs. Zombies, в которой в юмористическом стиле обыгрывается противостояние ордам зомби, стремящихся добраться до хозяина дома.
Понятие также приняло переносный смысл, оно может означать зомбированного живого человека — полностью потерявшего контроль над собой и своим телом или подчиняющегося чьим-то приказам. В переносном смысле слово может означать одержимого человека, который находится под сильным влиянием каких-либо убеждений, увлечений, идеологии, деструктивного культа.

## Эволюция архетипа
Термин «зомби» прочно связан с вуду — магической практикой жителей островов Карибского бассейна (Гаити, Ямайка, Тринидад и Тобаго, Куба). Корни Вуду уходят в Западную Африку (Бенин), откуда привозились на Гаити рабы.
Происхождение самого понятия «зомби» остаётся до конца не ясным. Оно попало на Гаити через рабов, вывезенных в начале XVII века из западноафриканского государства Дагомея (современные Бенин и Нигерия). Точное происхождение слова не известно до сих пор. По одной версии — это искажённое «нзамби», что на африканских языках банту означает «мелкое божество» или «душа мертвеца». По другой — это видоизменённое западноафриканское диалектное «жамби», что значит «привидение». Существует также теория, по которой словом «зомби» когда-то называли огромного чёрного змея из африканских поверий, извечного врага солнца, света и радости.
Сам образ же восходит к западноафриканским религиозным культам вуду, культивирующим представления о могущественных колдунах, способных воскрешать умерших людей и обращать их в рабство. Прообразами зомби в японской мифологии, возможно, стали духи бусо, поедающие человеческую плоть, которые возникают из людей, умерших от голода. Они рыщут по тёмным ночным улицам в поисках своих жертв, практически лишены интеллекта, способны думать только о еде и выглядят как начинающие разлагаться трупы.
Первое упоминание слова «зомби» в англоязычной литературе относится к 1929 году. Именно тогда известный репортёр «Нью-Йорк Таймс» Вильям Сибрук издал книгу «Остров магии», вышедшей в серии «Путешествие не вставая с кресла». В «Острове магии» Сибрук описал свою жизнь на Гаити вообще и отдельно — в гаитянских джунглях в доме Маман Сели, знаменитой колдуньи. Благодаря её доверию Сибрук смог лично присутствовать на многих вудуистских обрядах. В книге Сибрук охарактеризовал вуду как сложную смесь католицизма и западноафриканских поверий, включающую в себя магию и колдовство. Однако в книге, состоящей из четырёх частей, магии посвящена лишь одна. Она называется «Мертвецы работают на плантациях сахарного тростника» и посвящена преимущественно зомбированию.
В течение года книга породила в Америке всплеск интереса к зомби. Уже в 1932-м продюсерская компания Виктора Гальперина выпускает полнометражный фильм «Белый зомби» с Белой Лугоши в главной роли, действие которого происходит на Гаити и где повелителем страшных, потерявших волю и разум существ, работающих на плантациях тростника, является белый господин со светскими манерами.
Успех «Белого зомби» открыл неизведанную — и прибыльную — территорию для сценаристов ужастиков категории Б. В течение нескольких лет был снят с десяток фильмов о зловещих жрецах вуду, превращающих в зомби чернокожих мужчин и белых женщин. Даже когда страх перед эмигрантами уступил место страху перед коммунистами и нацистами, зомби не исчезли с экранов: квазисоветские шпионы в «Короле зомби» (1941) и бывшие нацистские доктора в «Мести зомби» (1943) с помощью старых заклинаний и новой радиации[прояснить] стали создавать армии ходячих мертвецов для захвата Соединённых Штатов. Со временем у кинозомби оставалось всё меньше связей с их гаитянским происхождением и всё больше — с актуальными угрозами человечеству. Хотя в массовом сознании они по-прежнему ассоциировались с неким колдовством, оно стремительно теряло силу. Несмотря на это, кинематографисты продолжали эксплуатировать зомби во всех мыслимых жанрах, включая комедии и триллеры и в итоге превратили ходячих мертвецов в ходячую пародию. После фильма Эда Вуда «План 9 из открытого космоса» (1959), в котором уже инопланетяне управляли зомби, стало ясно: образ подвластных чужой воле покойников исчерпал себя.
Изображение живых мертвецов в современной культуре опирается на богатую литературную традицию, в том числе такие книги, как «Герберт Уэст — реаниматор» Говарда Филлипса Лавкрафта, «Франкенштейн» Мэри Шелли и «Я — легенда» Ричарда Мэтисона. Тем не менее, современный архетип зомби — неразумных, но целеустремлённых воскресших мертвецов-людоедов, действующих, как правило, большими группами — был во многом определён фильмом Джорджа Ромеро «Ночь живых мертвецов» (хотя термин «зомби» в нём не используется). В последующие годы фильмы и книги о зомби выделились в самостоятельные поджанры фильмов ужасов и литературы ужасов, как правило, повествуя о крушении человеческой цивилизации и попытках небольшой группы людей выжить в окружении множества агрессивных зомби — зомби-апокалипсис.

## Переосмысление идеи в современном мире

### Фэнтези и научная фантастика
Образ зомби зародился в фэнтезийных мистических романах, где под зомби понимался труп, оживлённый некромантическим колдовством, или божественным образом, имеющим корни в мифологии и религии. В последние годы стало популярным научно-фантастическое обоснование превращения людей в зомби — некая инфекция. Медики теоретически рассматривают подобные варианты пандемии, в роли инфекции предполагая мутировавшие вирусы гриппа или бешенства. Зомби причисляют к такому классу вымышленных существ, как «нежить» (англ. undead).
В произведениях современного кино слово «зомби» обычно используется как синоним «ожившего трупа». Причину подобного переосмысления можно возвести к фильмам «Ночь живых мертвецов» и «Рассвет мертвецов» Джорджа Ромеро, которые положили основу популяризации и активного использования живых мертвецов в кино. В «Рассвете мертвецов» мертвецы редко называются «зомби», и смысл такого названия заключается в том, что у мертвецов нет разума (в фильме есть конкретное упоминание, что у мертвецов мозг мёртв). Таким образом, со временем под «зомби» обычно стали понимать оживших мертвецов, а не зомбированных людей. Первым же фильмом, в котором прямо отождествляются ожившие покойники и вудуистское понимание зомби, стал классический готический фильм ужасов «Чума зомби» (1966) студии Hammer, несмотря на свою малую известность у зрителей, оказавший заметное влияние на жанр фильмов о зомби.
Сам Ромеро говорил, что вдохновение для создания «Ночи живых мертвецов» черпал из романа Ричарда Мэтсона «Я — легенда», где главный герой был одним из последних выживших людей на Земле, захваченной вампирами — в отличие от мертвецов, они питались кровью, а не плотью, были организованы, мыслили.
В игровой серии Resident Evil, равно как и в фильмах по её мотивам, слово «зомби» используется именно для обозначения мертвецов, оживших под воздействием T-вируса, то есть буквально в значении «живой труп». При этом в Resident Evil 4 главный герой, обнаружив, что его противниками являются управляемые кем-то живые люди, утверждает, что «это не зомби» (так как, начиная с четвёртой части в серии, заразившиеся люди не умирают, впоследствии воскресая).
В некоторых фильмах («Операция „Мёртвый снег“», «Я — легенда», «Вымирание: Хроники генной модификации», «День второй: Битва за Нью-Йорк») группой «живых мертвецов» может управлять один из них. Но чаще зомби действуют большой неорганизованной толпой, стремящейся только пожирать живую плоть (иногда отдавая предпочтение головному мозгу, в частности, в серии фильмов «Возвращение живых мертвецов»), при этом друг друга они обычно игнорируют. Вообще, они зачастую не очень разборчивы в выборе пищи: в анимации зомби нередко питаются насекомыми, в фильме «Блэйд» зомби «жрут всё подряд — крыс, дерьмо, трупы, иногда и вампиров», а в комиксе «Marvel Zombies Return» их пищей стал Галактус. Хотя, например, в фильме «Подземелья и драконы 3: Книга ужасной тьмы» зомби не едят живую плоть и кормятся только негативными эмоциями.
В комиксе «Ходячие мертвецы» и в сериале по его мотивам «Ходячие мертвецы», также в сериальных спин-оффах «Бойтесь ходячих мертвецов», «Ходячие мертвецы: Мир за пределами» присутствует концепция о том, что все заражены вирусом через воздух и превратятся в зомби после любой смерти, кроме сильной мозговой травмы. Также в комиксе и этих сериалах появилась другая концепция, что можно слиться с мертвецами, скрыв свой запах, намазав на тело внутренности и кровь трупа или же сделав маску из кожи мёртвого.
В большинстве художественных произведений для того, чтобы человек превратился в зомби, достаточно одного укуса зомби (для заражения также может быть достаточно случайно проглотить кусочки плоти или капли крови мертвеца). Иногда инфекция может распространяться по воздуху (например, в начале фильма «Обитель зла» и в фильме «Потерянное будущее»). Хотя в таких фильмах, как «Операция „Мёртвый снег“» и «Операция „Мёртвый снег“ — 2», для превращения в зомби укуса недостаточно. В этих фильмах превращение должен совершать предводитель зомби с помощью некой магии. Или инфицированы уже все люди, в зомби превращаются также просто умирающие, поэтому выживающие убивают их в голову перед или сразу после естественной смерти. На то, чтобы человек превратился в зомби, в разных фильмах уходит от нескольких секунд до нескольких часов. Хотя, например, в фильме «Зомби по имени Фидо» заражённые остаются людьми неограниченно долго, превращаясь в зомби только после смерти.
В фантастических произведениях превращение в зомби чаще всего объясняется заражением вирусом (хотя все известные вирусы не могут размножаться в мёртвых клетках). В фильме «Блэйд» в зомби иногда превращаются от того же вируса, который превращает в вампира. В фильме «28 дней спустя» вирус не убивает носителей, а в фильме «28 недель спустя» новые вспышки вируса возникли благодаря бессимптомным носителям. В «Resident Evil» вирус реанимирует (воскрешает) мёртвые клетки. В сериале «Выжить после» о зомби-эпидемии в Москве вирус иначе действует на женщин, давая им способности скоростного движения и оглушающего жертву ультразвукового крика.
В серии игр «S.T.A.L.K.E.R.» в зомби превращаются люди, находившиеся под длительным излучением пси-волн на территории «выжигателя мозгов», а также под влиянием мутанта-телепата. В серии игр «Half-Life» люди превращаются в зомби захватыванием их нервной системы хедкрабами. В фильме «День второй: Битва за Нью-Йорк» люди превращались в зомби (дронов) под действием наноботов. Похожий способ подчинения показан в серии игр Mass Effect, где люди превращаются в опустошённых кибернетикой зомби (хасков). В сериале «Андромеда» (серия 2x15 «Танец мотыльков») в оживших мертвецов превращаются под действием одноклеточных организмов, объединённых единым разумом.
В аниме «Highschool of the Dead» зомби игнорируют всё, что от них отделено водной преградой. В мультфильме «Как приручить зомби» для зомби вода смертельна. В других фильмах зомби могут просто бродить по дну (например, в фильме «Земля мёртвых»), а в фильме «Обитель зла: Возмездие» они даже плавают.
Согласно сюжету игры The Last of Us, мутировавший гриб кордицепс, попадающий в человеческий организм через вдыхание спор, кровь или слюну зараженного, вызывает необратимые изменения, заставляя жертву потерять разум и превращая её в некое подобие зомби.
Когда присутствуют разные виды нежити, то зомби, в большинстве случаев, занимают среди них самое нижнее положение в иерархии (например, в сериале «Долина смерти» вампиры могут контролировать зомби силой мысли). В фэнтезийных стратегических играх зомби обычно играют роль пехоты.
В некоторых произведениях, например, в телесериале «Солдаты-зомби», показано, что зомби, несмотря на заражение, могут сохранить здравомыслие и интеллект, но это делает их ещё более опасными противниками — ведь с наличием человеческого интеллекта зомби может быть гораздо более непредсказуемым и создавать планы по захвату и уничтожению цели.

### Связи с реальностью
Профессор Мэрилендского университета Джонатан Динман выдвинул гипотезу, что под определение зомби вполне подходит реальное заболевание — бешенство.
Бешенство протекает в два этапа, на первом из которых зараженный испытывает головную боль, тахикардию и жажду, а на втором мозг подвергается разрушению, что проявляется в агрессии, возбудимости и галлюцинациях. Наконец, на завершающей стадии болезни зараженный вполне подходит под определение зомби — он не контролирует собственное тело и стремится лишь к тому, чтобы распространять болезнь, нередко пытаясь кусать окружающих, причем самого носителя спасти уже нельзя. Таким образом, можно предполагать, что у вирусов, превращающих людей в зомби, существует вполне реальный и весьма опасный прообраз.
Существует план CONOP 8888, разработанный Стратегическим командованием Вооружённых сил США на случай нападения зомби. Авторы документа отмечают, что данный план не является шуткой.
Философы Жиль Делёз и Феликс Гваттари считали, что зомби является единственным мифом в современном мире, это миф «умерщвленных шизофреников, готовых к работе и возвращенных к рассудку». По их мнению, «миф о зомби, об ожившем мертвеце — это миф труда, а вовсе не миф войны». Философ и культуролог Стивен Шавиро, ссылаясь на Маркса, который отмечал вампирический характер капитала («мёртвый труд»), полагает, что если вампиры, извлекающие прибавочную стоимость с помощью «зомби-труда» относятся к промышленному капитализму XIX века, то «эпидемия зомби» в большей степени характерна для эпохи сетевого общества конца XX — начала XXI веков. Шавиро объясняет распространение зомби в мире постмодерна (начиная с «живых мертвецов» Ромеро) следствием того, что Маркс называл «тенденцией нормы прибыли к понижению»; с развитием капитализма увеличивается масштаб, растёт «зомбификация» труда — превращение живого труда в мёртвый.

### Психология
В настоящее время слово «зомби» нередко употребляются в значении человека, который под внешним воздействием теряет способность самостоятельно мыслить и действовать (т. н. «социальные зомби»). Говорят о зомбировании с использованием современных методов: пропаганды, агитации, социального программирования, рекламы, формирования общественного мнения, различных психотехник (например, гипноза). Однако, сам термин «зомбирование», как и «промывание мозгов», не получил широкого распространения в психологии и других науках из-за своей неопределённости и негативной окраски.

## В искусстве
Образ зомби эксплуатируется в литературе, музыке, театральном искусстве. Среди наиболее известных литературных произведений о зомби значатся «Война миров Z» Макса Брукса, «Ночь живых мертвецов» Джона Руссо, «Дары Пандоры» Майка Кэри, «Блаженны мертвые» Юн Айвиде Линдквиста, «Корм» Миры Грант, «Эпоха мёртвых» Андрея Круза, «Тепло наших тел» Айзек Марион и многие другие книги. Тема зомби раскрывается в некоторых комиксах, например в комиксах «Ходячие мертвецы» Роберта Киркмана и серии Marvel Zombies.
Отдельно стоит отметить мэшап-романы. Осознавая зомби важной частью современной массовой культуры, американский сценарист, продюсер и писатель Сет Грэм-Смит в 2009 году создал мэшап-роман «Гордость и предубеждение и зомби», где классический роман Джейн Остин перемежается со вставками в жанре зомби-хоррор, созданными Грэм-Смитом. Также зомби часто становятся персонажами различных музыкальных композиций, фильмов ужасов и компьютерных игр в жанре 3D-шутер.
В цикле книг «Эпоха мёртвых» Андрея Круза с детальным реализмом синтезированы многие идеи о зомби, процесс выхода вируса из секретных биолабораторий и выживание людей в условиях России, США и Испании с формированием группировок разного типа. В его произведениях вирус создавался как лекарство, поэтому улучшает иммунитет живых, но поднимает и мёртвых; выживающие зомби мутируют в скоростных, сильных и использующих укрытия тварей. Также вирус поражает животных. В частности, продумано, что организм зомби полумёртв, лёгкие почти не работают, поэтому они молчаливы. Превращаются и умершие естественной смертью, убивать людей и оставлять рядом с ними живых является частым развлечением бандитов. Присутствуют сцены мародёрства, изнасилований, и дети-зомби, обычно отсутствующие в фильмах данной тематики из-за цензурных запретов.
Символ зомби в Юникоде — 🧟 (гендерно-нейтральный в большинстве реализаций).

### Зомби-мобы
Зомби-моб (англ. Zombie walk) представляет собой массовое шествие, как правило, развлекательного характера, участники которого загримированы под зомби. Самым ранним подобным мероприятием считается рекламный «парад зомби», который состоялся в Сакраменто (Калифорния) 19 августа 2001 года.
В России самым известным зомби-мобом стало скандальное шествие в 2011 году тюменских школьников, оказавшееся полной неожиданностью для родителей и педагогов.
В 2011 году зомби-моб в Москве был разогнан полицией как несанкционированное шествие.